# Olympische Sommerspiele 2000/Teilnehmer (Syrien)
| Gelbes Symbol für Goldmedaillen mit stilisierten Olympischen Ringen | Graues Symbol für Silbermedaillen mit stilisierten Olympischen Ringen | Braundes Symbol für Bronzemedaillen mit stilisierten Olympischen Ringen |
| ------------------------------------------------------------------- | --------------------------------------------------------------------- | ----------------------------------------------------------------------- |
| —                                                                   | —                                                                     | —                                                                       |

Syrien nahm an den Olympischen Sommerspielen 2000 in der australischen Metropole Sydney mit acht Sportlern, zwei Frauen und sechs Männern, in vier Sportarten teil.
Seit 1948 war es die neunte Teilnahme des asiatischen Staates an Olympischen Sommerspielen.

## Teilnehmer nach Sportarten

### Boxen
- Yousif Massas
Halbmittelgewicht: 1. Runde

- Ihab El-Youssef
Halbschwergewicht: 1. Runde

### Leichtathletik
- Zaid Abou Hamed
400 Meter Hürden: 1. Runde

- Zahr-el-Din el-Najem
400 Meter Hürden: 1. Runde

- Ghada Shouaa
Frauen, Siebenkampf: DNF

### Schießen
- Mohamed Mahfoud
Kleinkaliber, liegend: 53. Platz

### Schwimmen
- Fadi Kouzmah
200 Meter Schmetterling: 46. Platz

- Marella Mamoun
Frauen, 200 Meter Freistil: 39. Platz